# Freilandlabor Kaniswall

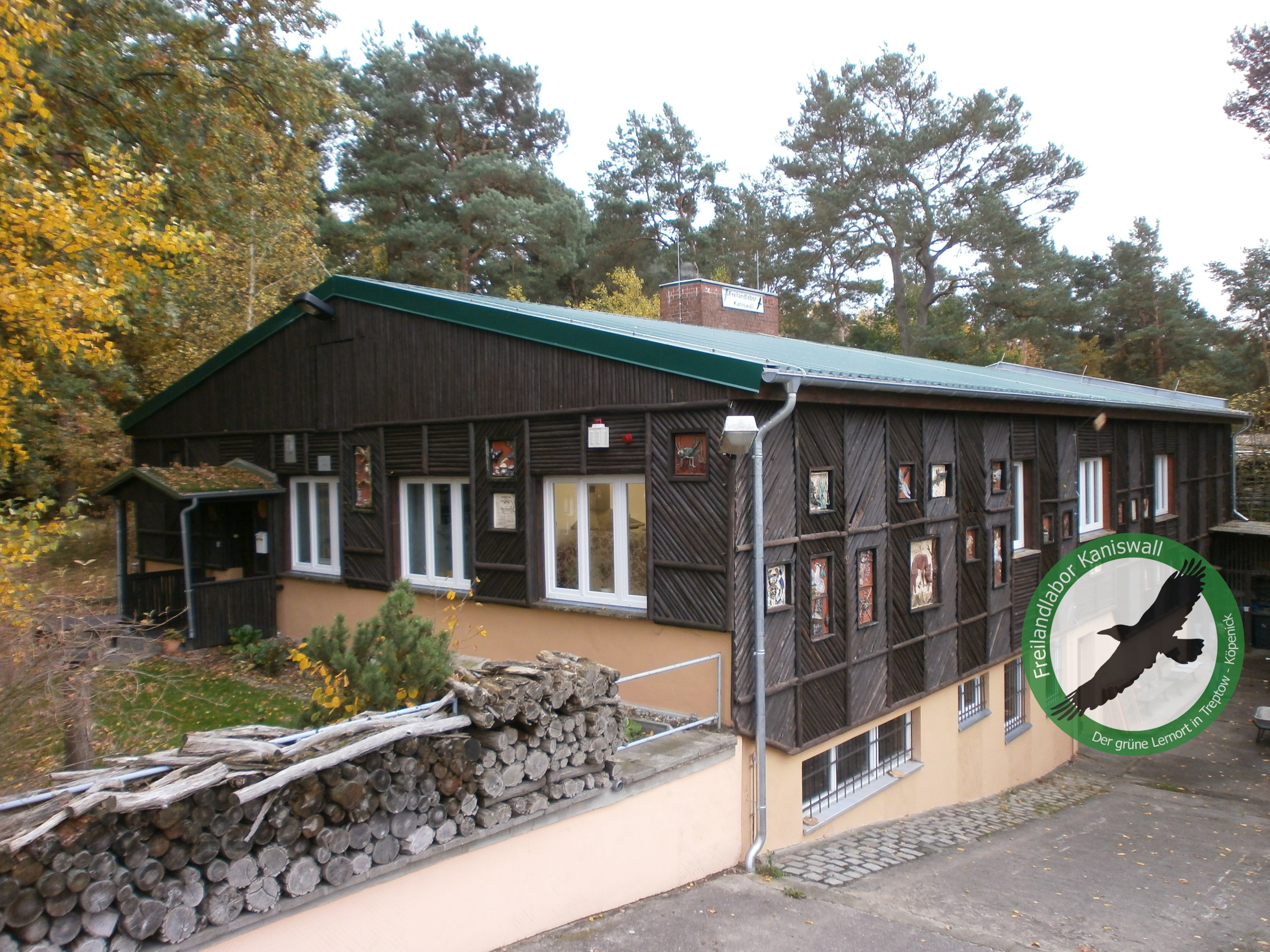
Freilandlabor Kaniswall auf dem gleichnamigen Kaniswall

Das Freilandlabor Kaniswall ist ein außerschulischer Grüner Lernort für Kinder, Jugendliche und Erwachsene im Berliner Ortsteil Müggelheim des Bezirks Treptow-Köpenick, unmittelbar an der Stadtgrenze zwischen Berlin und der brandenburgischen Gemeinde Gosen-Neu Zittau.
Träger sind der Senat von Berlin und das Bezirksamt Treptow-Köpenick. Der Kaniswall und das Freilandlabor gehören zum größten zusammenhängenden Naturschutzgebiet der Hauptstadt, den Gosener Wiesen. Der Naturschutzwert ist im außergewöhnlichen Artenreichtum in den verschiedensten Biotoptypen begründet. Das Freilandlabor wird seit vielen Jahren vorrangig von Schulen als Wandertagsziel oder für Projekttage mit geologischen und naturwissenschaftlichen Bildungsinhalten genutzt. Die Besucher erhalten Einblicke in ökologische Zusammenhänge und Schutzstrategien für Mensch und Natur.

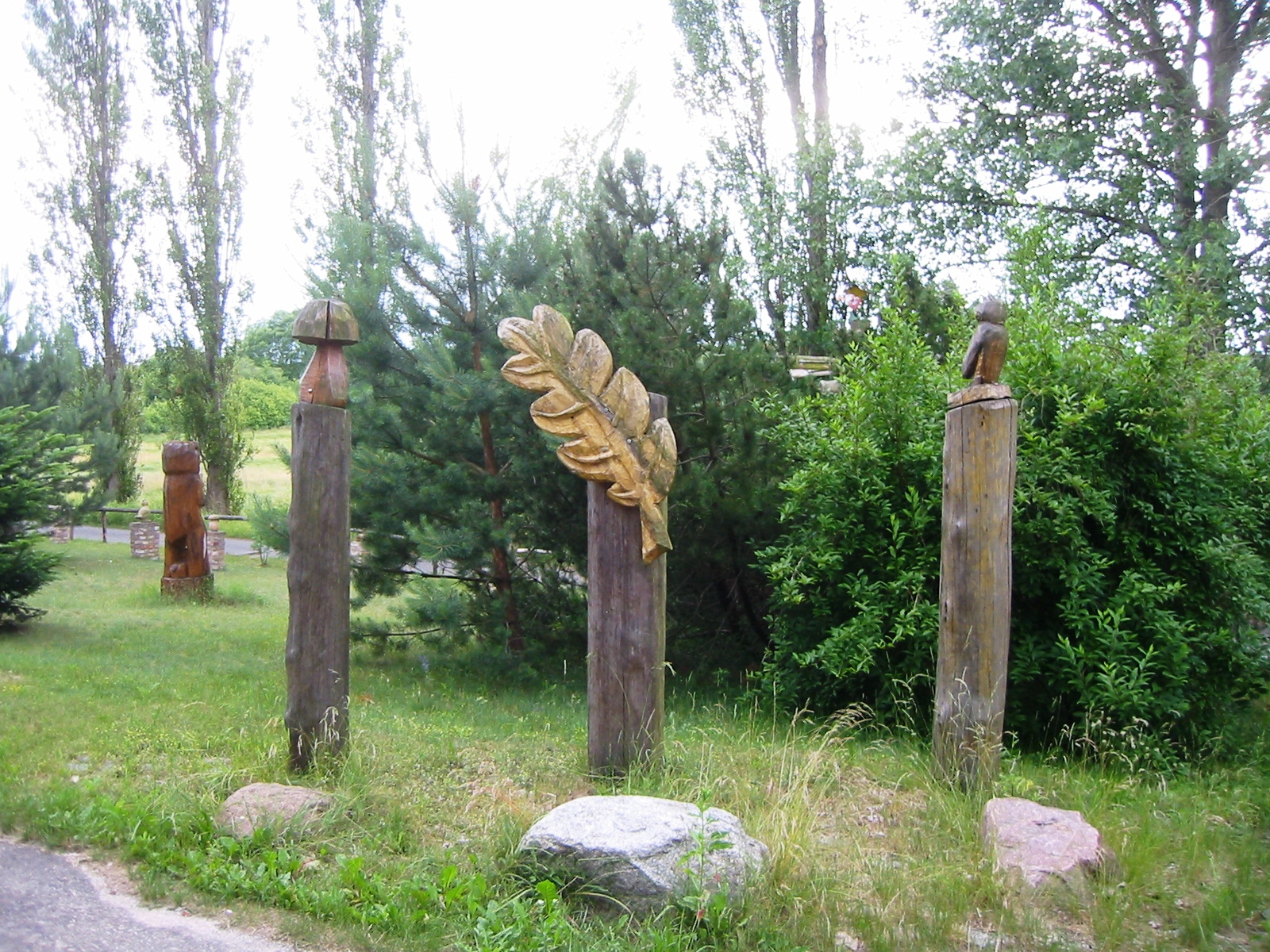
Agenda 21-Symbol vor dem Freilandlabor

Vor dem Freilandlabor befindet sich ein vom Labor entwickeltes Kunstwerk mit der Bezeichnung Agenda 21–Symbol. Es besteht aus drei Findlingen, die die Ziele der Agenda 21 des Umweltgipfels von Rio 1992 symbolisieren sollen: eine „dauerhafte, umweltgerechte und zukunftsfähige Entwicklung, die gleichermaßen ökologische, soziale und ökonomische Aspekte“ berücksichtigt. Die Findlinge sind eine Spende eines Niederlehmer Sand- und Mörtelwerkes und wiegen 600 kg, 700 kg und 1000 kg. Hinter den Findlingen wurden drei Baumstämme aufgestellt, die das Köpenicker 3-Säulen-Modell der Lokalen Agenda 21 darstellen. Sie stehen stellvertretend für die gleichberechtigte Zusammenarbeit von Verwaltung, Bürgern und Ökumene und wurden von der Senatsverwaltung für Stadtentwicklung zur Verfügung gestellt. Der Zuschnitt erfolgte durch die Revierförsterei in Fahlenberg, die Aufstellung übernahm eine Firma aus Gosen-Neu Zittau. Die Bäume haben einen Umfang von rund einem Meter bei einer Höhe von drei Metern. Sie sind in einem Abstand von 1,15 Metern aufgestellt.